# Lực lượng (tập hợp)
Trong toán học, khái niệm lực lượng hay lực lượng của một tập hợp dùng để chỉ "số phần tử" có trong tập hợp đó. Ví dụ tập A = {2, 4, 6} có ba phần tử, vậy lực lượng của A là 3. Có hai cách so sánh lực lượng của tập hợp: một là thông qua hàm song ánh và đơn ánh, hai là sử dụng số lực lượng của tập hợp.
Lực lượng của tập A được ký hiệu là | A |, với hai dấu gạch dọc hai bên; giống như là ký hiệu giá trị tuyệt đối (hiểu theo ngữ cảnh). Hoặc lực lượng của A cũng có thể được ký hiệu là {\displaystyle {\overline {\overline {A}}}\,} hoặc # A.
Lực lượng của một tập hợp có thể được biểu thị bằng một số đếm.

## So sánh lực lượng

##### Trường hợp 1: |A| = |B|
Hai tập hợp A và B gọi là có lực lượng bằng nhau nếu tồn tại một song ánh, từ A tới B.
Ví dụ, tập các số chẵn E = {0, 2, 4, 6,...} có lực lượng bằng tập tự nhiên N = {0, 1, 2, 3,...} vì hàm số f(n) = 2n là song ánh từ N tới E.

##### Trường hợp 2: |A| ≥ |B|
A có lực lượng lớn hơn hoặc bằng B nếu tồn tại một hàm đơn ánh từ B tới A.

##### Trường hợp 3: |A| > |B|
A có lực lượng lớn hơn B nếu chỉ có hàm đơn ánh mà không có song ánh từ B tới A.
Ví dụ, tập số thực R có lực lượng lớn hơn tập số tự nhiên N, bởi vì ánh xạ i: N → R là đơn ánh, và không tồn tại một song ánh từ N tới R (see Cantor's diagonal argument hoặc Cantor's first uncountability proof).